# Entoloma parasiticum
Entoloma parasiticum är en svampart som först beskrevs av Lucien Quélet, och fick sitt nu gällande namn av Kreisel 1984. Entoloma parasiticum ingår i släktet Entoloma och familjen Entolomataceae.  Arten är reproducerande i Sverige. Inga underarter finns listade i Catalogue of Life.